# Ёкубов, Достон Джалолиддин угли
Достон Джалолиддин угли Ёкубов (род. 5 апреля 1995 года) — узбекский тяжелоатлет, чемпион мира 2021 года, серебряный призёр летних Азиатских игр 2018 года.

## Карьера
В 2012 году стал победителем юношеского чемпионата Азии. В 2013 году принял участие в чемпионате мира, где в весовой категории до 69 кг занял итоговое 14-е место.
Участник Азиатских игр 2014 года (7-е место), участник чемпионата мира 2014 года (11-е место).
На летних Олимпийских играх в Рио-де-Жанейро 2016 года занял итоговое 10-е место с результатом 313 кг.
Серебряный призёр Азиатских игр 2018 года. Его общий вес на штанге составил 331 кг.
В начале ноября 2018 года на чемпионате мира в Ашхабаде, узбекский спортсмен, в весовой категории до 67 кг, завоевал серебряную медаль в упражнение толчок, подняв штангу весом 180 кг, в итоговом протоколе он стал четвёртым.
В декабре 2021 года принял участие в чемпионате мира, который состоялся в Ташкенте. В весовой категории до 67 килограммов, Достон по сумме двух упражнений с весом 324 кг стал победителем. В упражнении толчок он завоевал малую золотую медаль, а в рывке малую серебряную.